# Bjergsialia
Bjergsialia (latin: Sialia currucoides) er en spurvefugl, der lever i det vestlige Nordamerika.